# Asociación Atlética Estudiantes
O Asociación Atlética Estudiantes, também conhecido como Estudiantes de Río Cuarto, é um clube esportivo da cidade de Río Cuarto, na província de Córdoba, Argentina. Fundado em 21 de setembro de 1912, suas cores são o azul e o branco. Sua atividade mais importante é o futebol, onde atualmente participa da Primera Nacional, a segunda divisão do futebol argentino regido pela Associação do Futebol Argentino (AFA), entidade máxima do futebol na Argentina. Seu estádio é o Ciudad de Río Cuarto – Antonio Candini, que também fica em Río Cuarto e tem capacidade aproximada para 10.000 torcedores.
Entre outras atividades esportivas desenvolvidas nas instalações no clube temos o hockey, basquete, vôlei, ginástica artística, ginástica artística, futsal e patinação artística.

## História
Tudo começou com a inauguração do Colegio Nacional Nº 1 na cidade de Río Cuarto em 1 de julho de 1912, e foi neste mesmo local e no ano, que em 21 de setembro, foi fundado pelos alunos da instituição o Centro de Estudiantes y Biblioteca Bernardino Rivadavia, dedicado a prática de atividades culturais e esportivas. A equipe de futebol até então era chamada Club Atlético Estudiantes e teve na figura de Juan Francisco Remedi como o primeiro presidente do Centro e também da atual Asociación Atlética Estudiantes.
A primeira camisa do León del Imperio, apelido atual do clube, era totalmente preta, 1916 foi adotada uma camisa preta com um faixa branca horizontal no meio e por fim, em 1917, o clube adotou a tradicional camisa celeste dos dias de hoje. A história do clube está ligada a origem do futebol local, pois, em 1917 foi organizado o futebol de Río Cuarto com a criação da Federación de Foot Ball de Río Cuarto. O clube foi primeiro campeão da recém-criada liga conhecida como Copa Campeonato. Em 27 de agosto de 1918, por decisão própria dos envolvidos, a seção de futebol foi separada do resto das atividades esportivas do Centro. Em 30 de outubro de 1918, o clube mudou seu nome para Asociación Atlética Estudiantes, deixando de vez o Club Atlético Estudiantes usado até então.
Entre 1919 e 1925 o León de Río Cuarto ganhou sete campeonatos consecutivos, transformando-se em uma das entidades mais fortes da região. O ano de 1938 foi um tanto especial para a instituição, primeiro conseguiu sua personalidade jurídica e por fim, inaugurou o seu estádio em Mogote, onde encontra-se atualmente a sede do clube. Em 1949 foi novamente campeão da liga local depois de 24 anos de jejum. Outros títulos viram em 1966, 1967, 1968, 1969, 1971, 1973, 1974, 1976, 1978 e 1981.
Sua afiliação com a Associação do Futebol Argentino (AFA) é feita de forma indireta, ou seja, através do Conselho Federal do Futebol Argentino (CFFA) e mais precisamente da Liga Regional de Fútbol de Río Cuarto. É historicamente o principal representante do futebol do interior da província de Córdoba e participou conseguiu acesso ao antigo Campeonato Nacional, um certame do mais alto nível do futebol argentino, nos anos de 1983, 1984 e 1985.
Após o esplendor daqueles anos na elite do futebol do país, o Estudiantes participou do extinto Torneo del Interior de 1986–87 e com a restruturação dos torneios da AFA na década de 1990, o Celeste manteve-se no Torneo Argentino A (atual Torneo Federal A) até seu rebaixamento em 2000. Entre as temporadas de 2000–01 e 2015–16, foram 12 anos no Torneo Argentino B, com exceção de apenas dois acessos entre as datas.
Entre seus títulos mais recentes, temos: o Torneo Argentino B de 2008–09, dividido com Atlético Unión de Mar del Plata; o Torneo Federal B de 2016, dividido com Sansinena de General Cerri, Alianza de los Mandiyú de Corrientes e Huracán Las Heras de Mendoza; e por fim, temos a conquista do Torneo Federal A de 2018–19, ao lado do Alvarado de Mar del Plata.[carece de fontes?]

## Cronologia no Campeonato Argentino de Futebol
| Período           | Campeonato                            | Divisão  | Associação | Ref.                |
| ----------------- | ------------------------------------- | -------- | ---------- | ------------------- |
| 1983 — 1985       | Campeonato Nacional                   | Primeira | AFA        | [carece de fontes?] |
| 1995–96 — 1999–00 | Torneo Argentino A                    | Terceira | CFFA (AFA) | [carece de fontes?] |
| 2000–01           | Torneo Argentino B                    | Quarta   | CFFA (AFA) | [carece de fontes?] |
| 2001–02 — 2002–03 | Torneo Argentino A                    | Terceira | CFFA (AFA) | [carece de fontes?] |
| 2003–04 — 2008–09 | Torneo Argentino B                    | Quarta   | CFFA (AFA) | [carece de fontes?] |
| 2009–10 — 2010–11 | Torneo Argentino A                    | Terceira | CFFA (AFA) | [carece de fontes?] |
| 2011–12 — 2015–16 | Torneo Argentino B / Torneo Federal B | Quarta   | CFFA (AFA) | [carece de fontes?] |
| 2016–17 — 2018–19 | Torneo Federal A                      | Terceira | CFFA (AFA) | [carece de fontes?] |
| Desde 2019–20     | Primera Nacional                      | Segunda  | AFA        | [carece de fontes?] |

## Títulos
| NACIONAIS | NACIONAIS          | NACIONAIS  | NACIONAIS | NACIONAIS  |
| Divisão   | Competição         | Associação | Títulos   | Temporadas |
| --------- | ------------------ | ---------- | --------- | ---------- |
| Terceira  | Torneo Federal A   | CFFA (AFA) | 1         | 2018–19    |
| Quarta    | Torneo Argentino B | CFFA (AFA) | 1         | 2008–09    |
| Quarta    | Torneo Federal B   | CFFA (AFA) | 1         | 2016       |